# Rudolf Kremayr
Rudolf Kremayr (* 25. Dezember 1905 in Ottsdorf, Oberösterreich; † 17. Dezember 1989 in Perchtoldsdorf, Niederösterreich) war ein österreichischer Verleger.
Kremayr war eines von zwölf Geschwistern in einer Bauernfamilie, die auch ein Sägewerk und eine Mühle besaß. Da er nicht Hoferbe war, ging er nach Deutschland und schlug sich als Zeitschriftenvertreter durch. Er gründete 1938 seinen eigenen Zeitschriftenvertrieb in Wien, aus dem sich, nach kriegsbedingter Unterbrechung, vorerst der Verlag Kremayr & Scheriau (gegründet 1951) und letztlich die Buchgemeinschaft Donauland (gegründet 1950) entwickelte, an der Kremayrs Personalchef Wilhelm Scheriau mit beteiligt war.
Der harte Unternehmer und zeitweilige Nationalsozialist zog sich 1966 nach einem Herzinfarkt weitgehend aus dem Geschäftsleben zurück, verkaufte sein Unternehmen an Bertelsmann und betätigte sich vorwiegend als Kunstsammler und Mäzen.
In Rust im Burgenland besaß er das 1675 errichtete und denkmalgeschützte Haus in der Innenstadt, das er 1986 samt seiner Kunstsammlung der Stadt überließ. Aktuell ist das Stadtmuseum Rust im Kremayr-Haus untergebracht. Er selbst erhielt 1987 die Ehrenbürgerschaft.